# Thaumapsylla dina
Thaumapsylla dina är en loppart som beskrevs av Jordan 1937. Thaumapsylla dina ingår i släktet Thaumapsylla och familjen fladdermusloppor. Inga underarter finns listade i Catalogue of Life.